# Hyalinobatrachium
Hyalinobatrachium là một chi động vật lưỡng cư trong họ Centrolenidae, thuộc bộ Anura. Chi này có 32 loài và 28% bị đe dọa hoặc tuyệt chủng.

## Danh sách loài
Tới năm 2015, chi Hyalinobatrachium gồm các loài:
- Hyalinobatrachium anachoretus Twomey, Delia, and Castroviejo-Fisher, 2014
- Hyalinobatrachium aureoguttatum (Barrera-Rodriguez and Ruiz-Carranza, 1989)
- Hyalinobatrachium bergeri (Cannatella, 1980)
- Hyalinobatrachium cappellei Van Lidth de Jeude, 1904
- Hyalinobatrachium carlesvilai Castroviejo-Fisher, Padial, Chaparro, Aguayo-Vedia, and De la Riva, 2009
- Hyalinobatrachium chirripoi (Taylor, 1958)
- Hyalinobatrachium colymbiphyllum (Taylor, 1949)
- Hyalinobatrachium dianae Kubicki, Salazar, and Puschendorf, 2015 [3]
- Hyalinobatrachium duranti (Rivero, 1985)
- Hyalinobatrachium esmeralda Ruiz-Carranza and Lynch, 1998
- Hyalinobatrachium fleischmanni (Boettger, 1893) – Fleischmann's Glass Frog
- Hyalinobatrachium fragile (Rivero, 1985)
- Hyalinobatrachium guairarepanensis Señaris, 2001
- Hyalinobatrachium iaspidiense (Ayarzagüena, 1992)
- Hyalinobatrachium ibama Ruiz-Carranza and Lynch, 1998
- Hyalinobatrachium kawense Castroviejo-Fisher, Vilà, Ayarzagüena, Blanc, and Ernst, 2011
- Hyalinobatrachium mesai Barrio-Amorós and Brewer-Carias, 2008
- Hyalinobatrachium mondolfii Señaris and Ayarzagüena, 2001
- Hyalinobatrachium munozorum (Lynch and Duellman, 1973)
- Hyalinobatrachium orientale (Rivero, 1968)
- Hyalinobatrachium orocostale (Rivero, 1968)
- Hyalinobatrachium pallidum (Rivero, 1985)
- Hyalinobatrachium pellucidum (Lynch and Duellman, 1973)
- Hyalinobatrachium ruedai Ruiz-Carranza and Lynch, 1998
- Hyalinobatrachium talamancae (Taylor, 1952)
- Hyalinobatrachium tatayoi Castroviejo-Fisher, Ayarzagüena, and Vilà, 2007
- Hyalinobatrachium taylori (Goin, 1968)
- Hyalinobatrachium tricolor Castroviejo-Fisher, Vilà, Ayarzagüena, Blanc, and Ernst, 2011
- Hyalinobatrachium valerioi (Dunn, 1931)
- Hyalinobatrachium vireovittatum (Starrett and Savage, 1973)

## Hình ảnh

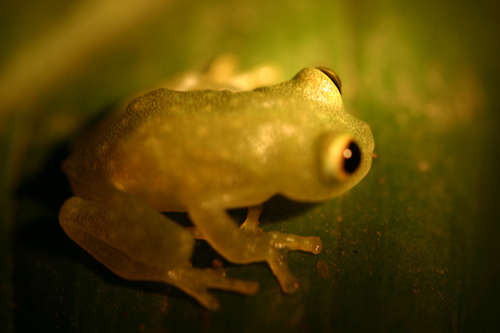
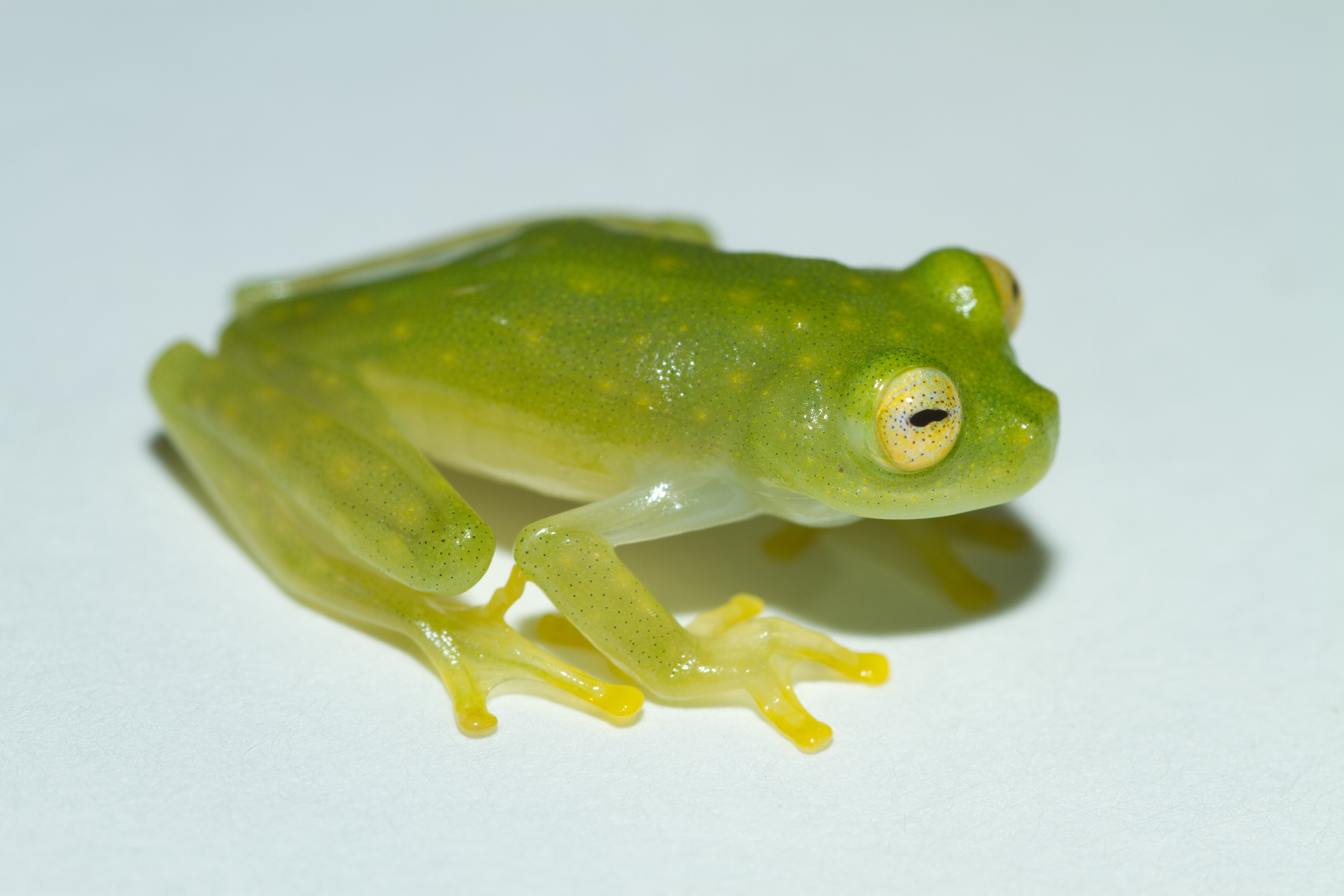